# Marquesasgökduva
Marquesasgökduva (Macropygia heana) är en förhistorisk utdöd fågel i familjen duvor inom ordningen duvfåglar. Den var endemisk för Marquesasöarna i Polynesien. Fågeln beskrevs utifrån subfossila lämningar funna under arkeologiska utgrävningar på ön Ua Huka. Marquesasgökduvan var en relativt stort art med långa ben. Benens proportioner antyder att arten var mer markbunden än övriga gökduvor. Den dog troligen ut strax efter och på grund av människans ankomst till ögruppen.